# Liste der Nummer-eins-Hits in Finnland (2009)
Dies ist eine Liste der Nummer-eins-Hits in Finnland im Jahr 2009. Sie basiert auf den offiziellen Single Top 20 und den Album Top 40, die im Auftrag von Musiikkituottajat, der finnischen Landesgruppe der IFPI, erstellt werden. Es gab in diesem Jahr 25 Nummer-eins-Singles und 26 Nummer-eins-Alben.

## Singles
| ← 2008 ← | Liste der Nummer-eins-Hits in Finnland | Liste der Nummer-eins-Hits in Finnland                     | Liste der Nummer-eins-Hits in Finnland | 2010 → |
| \| Zeitraum \| Wo. ges. \| Interpret \| Titel Autor(en) \| Zusätzliche Informationen \| \| (Zeitraum, Wochen auf Platz eins, Interpret, Titel, Autor[en], zusätzliche Informationen) \| \| \| \| \| \| ----------------------------------------------------------------------------------------- \| -------- \| ---------------------------------------------------------- \| ---------------------------------------------------------------------------------------------------------------------------------------------------------------------------- \| ---------------------------------------------------------------------------------------------------------------------------------------------------------------------------------------------------------- \| \| 20. Dezember 2008 – 2. Januar 2009 2 Wochen \| 2 \| Koop Arponen \| Insomnia Patric Sebastian Sarin, Andreas Mikael Carlsson \| – \| \| 3. Januar 2009 – 9. Januar 2009 1 Woche \| 1 \| Katy Perry \| Hot n Cold Katheryn Elizabeth Hudson, Lukasz Sebastian Gottwald, Martin Karl Sandberg \| – \| \| 10. Januar 2009 – 6. März 2009 8 Wochen (insgesamt 11) \| 11 \| Lady Gaga \| Poker Face Stefani Joanne Angelina Germanotta, Nadir Khayat \| – \| \| 7. März 2009 – 13. März 2009 1 Woche \| 1 \| Widescreen Mode \| Serotonin Samu Brusila, Janne Lahtinen, Janne Stenroos, Janne J. Aaltonen, Michael Majalahti \| – \| \| 14. März 2009 – 20. März 2009 1 Woche \| 1 \| Apulanta \| Ravistettava ennen käyttöä Toni Juhana Wirtanen \| – \| \| 21. März 2009 – 3. April 2009 2 Wochen (insgesamt 11) \| 11 \| Lady Gaga \| Poker Face Stefani Joanne Angelina Germanotta, Nadir Khayat \| – \| \| 4. April 2009 – 17. April 2009 2 Wochen \| 2 \| Waldo’s People \| Lose Control Ari Erik Veikko Lehtonen, Anna-Kerima Holm, Annie Marie Kratz Gutå, Marko Reijonen \| In der Heimat erreichte das Lied Platz 1, beim Eurovision Song Contest 2009 kam es mit Mühe ins Finale und belegte den letzten Platz. Für Waldo und seine Band war es der zweite und letzte Spitzenreiter. \| \| 18. April 2009 – 24. April 2009 1 Woche (insgesamt 11) \| 11 \| Lady Gaga \| Poker Face Stefani Joanne Angelina Germanotta, Nadir Khayat \| – \| \| 25. April 2009 – 1. Mai 2009 1 Woche (insgesamt 2) \| 2 \| Cheek \| Jos mä oisin sä Vladislav Andreevich Heponen, Daniel Lewizki, Saleh Masaadi, David Masomi, Juha-Matti Christian Penttinen, Ossi Antti Riita, Jare Henrik Tiihonen \| Zum dritten Mal in Folge im dritten Jahr in Folge erreicht eine Single von Cheek Platz 1. \| \| 2. Mai 2009 – 8. Mai 2009 1 Woche \| 1 \| Amorphis \| Silver Bride Esa Holopainen, Tomi Juhani Joutsen, Pekka Kainulainen, Tomi Samuel Koivusaari, Jan Markus Rechberger, Santeri Kyoesti Kallio, Niclas Etelävuori, Marco Hietala \| Zum dritten Mal in größeren Abständen hat die Hauptstadt-Metalband eine Nummer 1 in den Singlecharts. \| \| 9. Mai 2009 – 15. Mai 2009 1 Woche \| 1 \| A-Tyyppi feat. Antero Mertaranta \| Nyt huudetaan – ihanaa leijonat, ihanaa Torsti Juhani Spoof, Janne Allan Kettunen, Anssi Kristian Nyberg, Antero Lauri Johannes Mertaranta \| Zum dritten Mal nach 1999 und 2000 ist der Schlachtruf der „Löwen“, der finnischen Eishockeynationalmannschaft, während der Eishockey-WM auf Platz 1. \| \| 16. Mai 2009 – 22. Mai 2009 1 Woche (insgesamt 2) \| 2 \| Cheek \| Jos mä oisin sä Vladislav Andreevich Heponen, Daniel Lewizki, Saleh Masaadi, David Masomi, Juha-Matti Christian Penttinen, Ossi Antti Riita, Jare Henrik Tiihonen \| – \| \| 23. Mai 2009 – 29. Mai 2009 1 Woche \| 1 \| Viikate \| Kesävainaja EP Kaarle Viikate \| – \| \| 30. Mai 2009 – 5. Juni 2009 1 Woche \| 1 \| DJ Urho \| Nälkämaan laulu, Urhous-Remix Musik: Oskar Merikanto; Text: Ilmari Kianto \| Die Finnische Zentrumspartei beauftragte den DJ, das alte Heimatlied zu einer Wahlkampfhymne zu machen und er schuf daraus einen Nummer-eins-Hit.[1] \| \| 6. Juni 2009 – 12. Juni 2009 1 Woche \| 1 \| Alexander Rybak \| Fairytale Alexander Rybak \| – \| \| 13. Juni 2009 – 19. Juni 2009 1 Woche \| 1 \| Järjestyshäiriö \| Karkuri Musik: Juho Eerikki Markkanen; Text: Mikko Frans Manninen \| – \| \| 20. Juni 2009 – 26. Juni 2009 1 Woche \| 1 \| Anna Puu \| C’est la vie Lasse Kristian Kurki, Anna Rahikainen \| – \| \| 27. Juni 2009 – 10. Juli 2009 2 Wochen \| 2 \| Antti Tuisku \| Juuret Jonna Emilia Kärkkäinen, Jussi-Pekka Nikula, Antti Tapani Tuisku \| – \| \| 11. Juli 2009 – 17. Juli 2009 1 Woche \| 1 \| Lauri Tähkä & Elonkerjuu \| Suudellaan Lauri Tähkä \| – \| \| 18. Juli 2009 – 14. August 2009 4 Wochen \| 4 \| A. R. Rahman & the Pussycat Dolls feat. Nicole Scherzinger \| Jai Ho! (You Are My Destiny) Allah Rakha Rahman, Sampooran Singh Kalra, Tanvi Shah \| – \| \| 15. August 2009 – 18. September 2009 5 Wochen (insgesamt 6) \| 6 \| Madonna \| Celebration Madonna Louise Ciccone, Ciaran Lawrence Gribbin, Paul Mark Oakenfold, Ian Copeland Green \| – \| \| 19. September 2009 – 25. September 2009 1 Woche \| 1 \| Yö \| Kiitos ja kunnia Herra Ylppö, Jussi Hakulinen \| – \| \| 26. September 2009 – 2. Oktober 2009 1 Woche (insgesamt 6) \| 6 \| Madonna \| Celebration Madonna Louise Ciccone, Ciaran Lawrence Gribbin, Paul Mark Oakenfold, Ian Copeland Green \| – \| \| 3. Oktober 2009 – 9. Oktober 2009 1 Woche \| 1 \| Rammstein \| Pussy Zven Kruspe, Heiko Paul Hiersche, Christoph Schneider, Till Lindemann, Christian Lorenz, Oliver Riedel \| – \| \| 10. Oktober 2009 – 16. Oktober 2009 1 Woche (insgesamt 3) \| 3 \| Jarkko Martikainen \| Polte päästä paratiisiin Jarkko Martikainen \| – \| \| 17. Oktober 2009 – 23. Oktober 2009 1 Woche \| 1 \| White Flame \| Frontrow Girl \| – \| \| 24. Oktober 2009 – 6. November 2009 2 Wochen (insgesamt 3) \| 3 \| Jarkko Martikainen \| Polte päästä paratiisiin Jarkko Martikainen \| – \| \| 7. November 2009 – 4. Dezember 2009 4 Wochen (insgesamt 6) \| 6 \| The Baseballs \| Umbrella Thaddis Laphonia Harrell Jr., Shawn Corey Carter, Christopher Alan Stewart, Terius Youngdell Nash \| – \| \| 5. Dezember 2009 – 11. Dezember 2009 1 Woche \| 1 \| Kotiteollisuus \| Kuollut kävelee EP Janne Kristian Hongiston, Jouni Kalervo Hynynen, Jari Markus Juhani Sinkkonen \| – \| \| 12. Dezember 2009 – 25. Dezember 2009 2 Wochen (insgesamt 6) \| 6 \| The Baseballs \| Umbrella Thaddis Laphonia Harrell Jr., Shawn Corey Carter, Christopher Alan Stewart, Terius Youngdell Nash \| – \| \| 26. Dezember 2009 – 21. Januar 2010 4 Wochen (insgesamt 7) \| 7 \| Lady Gaga \| Bad Romance Nadir Khayat, Stefani Joanne Angelina Germanotta \| – \| |                                        |                                                            | | |
| ← 2008 |                                        |                                                            | | → 2010 → |
| Zeitraum | Wo. ges.                               | Interpret                                                  | Titel Autor(en) | Zusätzliche Informationen |
| (Zeitraum, Wochen auf Platz eins, Interpret, Titel, Autor[en], zusätzliche Informationen) |                                        |                                                            | | |
| 20. Dezember 2008 – 2. Januar 2009 2 Wochen | 2                                      | Koop Arponen                                               | Insomnia Patric Sebastian Sarin, Andreas Mikael Carlsson | – |
| 3. Januar 2009 – 9. Januar 2009 1 Woche | 1                                      | Katy Perry                                                 | Hot n Cold Katheryn Elizabeth Hudson, Lukasz Sebastian Gottwald, Martin Karl Sandberg                                                                                        | – |
| 10. Januar 2009 – 6. März 2009 8 Wochen (insgesamt 11) | 11                                     | Lady Gaga                                                  | Poker Face Stefani Joanne Angelina Germanotta, Nadir Khayat | – |
| 7. März 2009 – 13. März 2009 1 Woche | 1                                      | Widescreen Mode                                            | Serotonin Samu Brusila, Janne Lahtinen, Janne Stenroos, Janne J. Aaltonen, Michael Majalahti                                                                                 | – |
| 14. März 2009 – 20. März 2009 1 Woche | 1                                      | Apulanta                                                   | Ravistettava ennen käyttöä Toni Juhana Wirtanen | – |
| 21. März 2009 – 3. April 2009 2 Wochen (insgesamt 11) | 11                                     | Lady Gaga                                                  | Poker Face Stefani Joanne Angelina Germanotta, Nadir Khayat | – |
| 4. April 2009 – 17. April 2009 2 Wochen | 2                                      | Waldo’s People                                             | Lose Control Ari Erik Veikko Lehtonen, Anna-Kerima Holm, Annie Marie Kratz Gutå, Marko Reijonen                                                                              | In der Heimat erreichte das Lied Platz 1, beim Eurovision Song Contest 2009 kam es mit Mühe ins Finale und belegte den letzten Platz. Für Waldo und seine Band war es der zweite und letzte Spitzenreiter. |
| 18. April 2009 – 24. April 2009 1 Woche (insgesamt 11) | 11                                     | Lady Gaga                                                  | Poker Face Stefani Joanne Angelina Germanotta, Nadir Khayat | – |
| 25. April 2009 – 1. Mai 2009 1 Woche (insgesamt 2) | 2                                      | Cheek                                                      | Jos mä oisin sä Vladislav Andreevich Heponen, Daniel Lewizki, Saleh Masaadi, David Masomi, Juha-Matti Christian Penttinen, Ossi Antti Riita, Jare Henrik Tiihonen            | Zum dritten Mal in Folge im dritten Jahr in Folge erreicht eine Single von Cheek Platz 1. |
| 2. Mai 2009 – 8. Mai 2009 1 Woche | 1                                      | Amorphis                                                   | Silver Bride Esa Holopainen, Tomi Juhani Joutsen, Pekka Kainulainen, Tomi Samuel Koivusaari, Jan Markus Rechberger, Santeri Kyoesti Kallio, Niclas Etelävuori, Marco Hietala | Zum dritten Mal in größeren Abständen hat die Hauptstadt-Metalband eine Nummer 1 in den Singlecharts. |
| 9. Mai 2009 – 15. Mai 2009 1 Woche | 1                                      | A-Tyyppi feat. Antero Mertaranta                           | Nyt huudetaan – ihanaa leijonat, ihanaa Torsti Juhani Spoof, Janne Allan Kettunen, Anssi Kristian Nyberg, Antero Lauri Johannes Mertaranta                                   | Zum dritten Mal nach 1999 und 2000 ist der Schlachtruf der „Löwen“, der finnischen Eishockeynationalmannschaft, während der Eishockey-WM auf Platz 1.                                                      |
| 16. Mai 2009 – 22. Mai 2009 1 Woche (insgesamt 2) | 2                                      | Cheek                                                      | Jos mä oisin sä Vladislav Andreevich Heponen, Daniel Lewizki, Saleh Masaadi, David Masomi, Juha-Matti Christian Penttinen, Ossi Antti Riita, Jare Henrik Tiihonen            | – |
| 23. Mai 2009 – 29. Mai 2009 1 Woche | 1                                      | Viikate                                                    | Kesävainaja EP Kaarle Viikate | – |
| 30. Mai 2009 – 5. Juni 2009 1 Woche | 1                                      | DJ Urho                                                    | Nälkämaan laulu, Urhous-Remix Musik: Oskar Merikanto; Text: Ilmari Kianto | Die Finnische Zentrumspartei beauftragte den DJ, das alte Heimatlied zu einer Wahlkampfhymne zu machen und er schuf daraus einen Nummer-eins-Hit.                                                          |
| 6. Juni 2009 – 12. Juni 2009 1 Woche | 1                                      | Alexander Rybak                                            | Fairytale Alexander Rybak | – |
| 13. Juni 2009 – 19. Juni 2009 1 Woche | 1                                      | Järjestyshäiriö                                            | Karkuri Musik: Juho Eerikki Markkanen; Text: Mikko Frans Manninen | – |
| 20. Juni 2009 – 26. Juni 2009 1 Woche | 1                                      | Anna Puu                                                   | C’est la vie Lasse Kristian Kurki, Anna Rahikainen | – |
| 27. Juni 2009 – 10. Juli 2009 2 Wochen | 2                                      | Antti Tuisku                                               | Juuret Jonna Emilia Kärkkäinen, Jussi-Pekka Nikula, Antti Tapani Tuisku | – |
| 11. Juli 2009 – 17. Juli 2009 1 Woche | 1                                      | Lauri Tähkä & Elonkerjuu                                   | Suudellaan Lauri Tähkä | – |
| 18. Juli 2009 – 14. August 2009 4 Wochen | 4                                      | A. R. Rahman & the Pussycat Dolls feat. Nicole Scherzinger | Jai Ho! (You Are My Destiny) Allah Rakha Rahman, Sampooran Singh Kalra, Tanvi Shah                                                                                           | – |
| 15. August 2009 – 18. September 2009 5 Wochen (insgesamt 6) | 6                                      | Madonna                                                    | Celebration Madonna Louise Ciccone, Ciaran Lawrence Gribbin, Paul Mark Oakenfold, Ian Copeland Green                                                                         | – |
| 19. September 2009 – 25. September 2009 1 Woche | 1                                      | Yö                                                         | Kiitos ja kunnia Herra Ylppö, Jussi Hakulinen | – |
| 26. September 2009 – 2. Oktober 2009 1 Woche (insgesamt 6) | 6                                      | Madonna                                                    | Celebration Madonna Louise Ciccone, Ciaran Lawrence Gribbin, Paul Mark Oakenfold, Ian Copeland Green                                                                         | – |
| 3. Oktober 2009 – 9. Oktober 2009 1 Woche | 1                                      | Rammstein                                                  | Pussy Zven Kruspe, Heiko Paul Hiersche, Christoph Schneider, Till Lindemann, Christian Lorenz, Oliver Riedel                                                                 | – |
| 10. Oktober 2009 – 16. Oktober 2009 1 Woche (insgesamt 3) | 3                                      | Jarkko Martikainen                                         | Polte päästä paratiisiin Jarkko Martikainen | – |
| 17. Oktober 2009 – 23. Oktober 2009 1 Woche | 1                                      | White Flame                                                | Frontrow Girl | – |
| 24. Oktober 2009 – 6. November 2009 2 Wochen (insgesamt 3) | 3                                      | Jarkko Martikainen                                         | Polte päästä paratiisiin Jarkko Martikainen | – |
| 7. November 2009 – 4. Dezember 2009 4 Wochen (insgesamt 6) | 6                                      | The Baseballs                                              | Umbrella Thaddis Laphonia Harrell Jr., Shawn Corey Carter, Christopher Alan Stewart, Terius Youngdell Nash                                                                   | – |
| 5. Dezember 2009 – 11. Dezember 2009 1 Woche | 1                                      | Kotiteollisuus                                             | Kuollut kävelee EP Janne Kristian Hongiston, Jouni Kalervo Hynynen, Jari Markus Juhani Sinkkonen                                                                             | – |
| 12. Dezember 2009 – 25. Dezember 2009 2 Wochen (insgesamt 6) | 6                                      | The Baseballs                                              | Umbrella Thaddis Laphonia Harrell Jr., Shawn Corey Carter, Christopher Alan Stewart, Terius Youngdell Nash                                                                   | – |
| 26. Dezember 2009 – 21. Januar 2010 4 Wochen (insgesamt 7) | 7                                      | Lady Gaga                                                  | Bad Romance Nadir Khayat, Stefani Joanne Angelina Germanotta | – |

## Alben
| ← 2008 ← | Liste der Nummer-eins-Hits in Finnland | Liste der Nummer-eins-Hits in Finnland | Liste der Nummer-eins-Hits in Finnland | 2010 →                    |
| \| Zeitraum \| Wo. ges. \| Interpret \| Titel \| Zusätzliche Informationen \| \| (Zeitraum, Wochen auf Platz eins, Interpret, Titel, zusätzliche Informationen) \| \| \| \| \| \| ------------------------------------------------------------------------------ \| -------- \| ------------------------ \| ----------------------------- \| ------------------------- \| \| 27. Dezember 2008 – 2. Januar 2009 1 Woche (insgesamt 4) \| 4 \| Vesa-Matti Loiri \| Kasari \| – \| \| 3. Januar 2009 – 9. Januar 2009 1 Woche \| 1 \| Lauri Tähkä & Elonkerjuu \| Kirkkahimmat 2000 – 2008 \| – \| \| 10. Januar 2009 – 23. Januar 2009 2 Wochen (insgesamt 4) \| 4 \| Metallica \| Death Magnetic \| – \| \| 24. Januar 2009 – 6. Februar 2009 2 Wochen \| 2 \| Happoradio \| Kaunis minä \| – \| \| 7. Februar 2009 – 20. Februar 2009 2 Wochen \| 2 \| Bruce Springsteen \| Working on a Dream \| – \| \| 21. Februar 2009 – 27. Februar 2009 1 Woche \| 1 \| Samuli Putro \| Elämä on juhla \| – \| \| 28. Februar 2009 – 6. März 2009 1 Woche \| 1 \| Kotiteollisuus \| Ukonhauta \| – \| \| 7. März 2009 – 13. März 2009 1 Woche \| 1 \| Klamydia \| Rujoa taidetta \| – \| \| 14. März 2009 – 20. März 2009 1 Woche \| 1 \| U2 \| No Line on the Horizon \| – \| \| 21. März 2009 – 27. März 2009 1 Woche \| 1 \| Pete Parkkonen \| The First Album \| – \| \| 28. März 2009 – 3. April 2009 1 Woche \| 1 \| Koop Arponen \| New Town \| – \| \| 4. April 2009 – 1. Mai 2009 4 Wochen \| 4 \| PMMP \| Veden varaan \| – \| \| 2. Mai 2009 – 8. Mai 2009 1 Woche \| 1 \| Depeche Mode \| Sounds of the Universe \| – \| \| 9. Mai 2009 – 22. Mai 2009 2 Wochen (insgesamt 12) \| 12 \| Anna Puu \| Anna Puu \| – \| \| 23. Mai 2009 – 29. Mai 2009 1 Woche \| 1 \| Cheek \| Jare Henrik Tiihonen \| – \| \| 30. Mai 2009 – 5. Juni 2009 1 Woche (insgesamt 12) \| 12 \| Anna Puu \| Anna Puu \| – \| \| 6. Juni 2009 – 19. Juni 2009 2 Wochen \| 2 \| Amorphis \| Skyforger \| – \| \| 20. Juni 2009 – 26. Juni 2009 1 Woche (insgesamt 12) \| 12 \| Anna Puu \| Anna Puu \| – \| \| 27. Juni 2009 – 3. Juli 2009 1 Woche \| 1 \| Gebardi XXL \| Sisäinen eläin \| – \| \| 4. Juli 2009 – 10. Juli 2009 1 Woche \| 1 \| Dream Theater \| Black Clouds & Silver Linings \| – \| \| 11. Juli 2009 – 17. Juli 2009 1 Woche (insgesamt 12) \| 12 \| Anna Puu \| Anna Puu \| – \| \| 18. Juli 2009 – 24. Juli 2009 1 Woche \| 1 \| Michael Jackson \| The Essential \| – \| \| 25. Juli 2009 – 11. September 2009 7 Wochen (insgesamt 12) \| 12 \| Anna Puu \| Anna Puu \| – \| \| 12. September 2009 – 18. September 2009 1 Woche \| 1 \| Viikate \| Kuu kaakon yllä \| – \| \| 19. September 2009 – 25. September 2009 1 Woche \| 1 \| Yö \| Loisto \| – \| \| 26. September 2009 – 16. Oktober 2009 3 Wochen \| 3 \| Lauri Tähkä & Elonkerjuu \| Tänään ei huomista murehdita \| – \| \| 17. Oktober 2009 – 23. Oktober 2009 1 Woche \| 1 \| Kolmas Nainen \| Sydänääniä \| – \| \| 24. Oktober 2009 – 30. Oktober 2009 1 Woche \| 1 \| Rammstein \| Liebe ist für alle da \| – \| \| 31. Oktober 2009 – 6. November 2009 1 Woche \| 1 \| Pate Mustajärvi \| Ollaan ihmisiksi \| – \| \| 7. November 2009 – 29. Januar 2010 12 Wochen (insgesamt 13) \| 13 \| The Baseballs \| Strike! \| – \| |                                        |                                        |                                        |                           |
| ← 2008 |                                        |                                        |                                        | → 2010 →                  |
| Zeitraum | Wo. ges.                               | Interpret                              | Titel                                  | Zusätzliche Informationen |
| (Zeitraum, Wochen auf Platz eins, Interpret, Titel, zusätzliche Informationen) |                                        |                                        |                                        |                           |
| 27. Dezember 2008 – 2. Januar 2009 1 Woche (insgesamt 4) | 4                                      | Vesa-Matti Loiri                       | Kasari                                 | –                         |
| 3. Januar 2009 – 9. Januar 2009 1 Woche | 1                                      | Lauri Tähkä & Elonkerjuu               | Kirkkahimmat 2000 – 2008               | –                         |
| 10. Januar 2009 – 23. Januar 2009 2 Wochen (insgesamt 4) | 4                                      | Metallica                              | Death Magnetic                         | –                         |
| 24. Januar 2009 – 6. Februar 2009 2 Wochen | 2                                      | Happoradio                             | Kaunis minä                            | –                         |
| 7. Februar 2009 – 20. Februar 2009 2 Wochen | 2                                      | Bruce Springsteen                      | Working on a Dream                     | –                         |
| 21. Februar 2009 – 27. Februar 2009 1 Woche | 1                                      | Samuli Putro                           | Elämä on juhla                         | –                         |
| 28. Februar 2009 – 6. März 2009 1 Woche | 1                                      | Kotiteollisuus                         | Ukonhauta                              | –                         |
| 7. März 2009 – 13. März 2009 1 Woche | 1                                      | Klamydia                               | Rujoa taidetta                         | –                         |
| 14. März 2009 – 20. März 2009 1 Woche | 1                                      | U2                                     | No Line on the Horizon                 | –                         |
| 21. März 2009 – 27. März 2009 1 Woche | 1                                      | Pete Parkkonen                         | The First Album                        | –                         |
| 28. März 2009 – 3. April 2009 1 Woche | 1                                      | Koop Arponen                           | New Town                               | –                         |
| 4. April 2009 – 1. Mai 2009 4 Wochen | 4                                      | PMMP                                   | Veden varaan                           | –                         |
| 2. Mai 2009 – 8. Mai 2009 1 Woche | 1                                      | Depeche Mode                           | Sounds of the Universe                 | –                         |
| 9. Mai 2009 – 22. Mai 2009 2 Wochen (insgesamt 12) | 12                                     | Anna Puu                               | Anna Puu                               | –                         |
| 23. Mai 2009 – 29. Mai 2009 1 Woche | 1                                      | Cheek                                  | Jare Henrik Tiihonen                   | –                         |
| 30. Mai 2009 – 5. Juni 2009 1 Woche (insgesamt 12) | 12                                     | Anna Puu                               | Anna Puu                               | –                         |
| 6. Juni 2009 – 19. Juni 2009 2 Wochen | 2                                      | Amorphis                               | Skyforger                              | –                         |
| 20. Juni 2009 – 26. Juni 2009 1 Woche (insgesamt 12) | 12                                     | Anna Puu                               | Anna Puu                               | –                         |
| 27. Juni 2009 – 3. Juli 2009 1 Woche | 1                                      | Gebardi XXL                            | Sisäinen eläin                         | –                         |
| 4. Juli 2009 – 10. Juli 2009 1 Woche | 1                                      | Dream Theater                          | Black Clouds & Silver Linings          | –                         |
| 11. Juli 2009 – 17. Juli 2009 1 Woche (insgesamt 12) | 12                                     | Anna Puu                               | Anna Puu                               | –                         |
| 18. Juli 2009 – 24. Juli 2009 1 Woche | 1                                      | Michael Jackson                        | The Essential                          | –                         |
| 25. Juli 2009 – 11. September 2009 7 Wochen (insgesamt 12) | 12                                     | Anna Puu                               | Anna Puu                               | –                         |
| 12. September 2009 – 18. September 2009 1 Woche | 1                                      | Viikate                                | Kuu kaakon yllä                        | –                         |
| 19. September 2009 – 25. September 2009 1 Woche | 1                                      | Yö                                     | Loisto                                 | –                         |
| 26. September 2009 – 16. Oktober 2009 3 Wochen | 3                                      | Lauri Tähkä & Elonkerjuu               | Tänään ei huomista murehdita           | –                         |
| 17. Oktober 2009 – 23. Oktober 2009 1 Woche | 1                                      | Kolmas Nainen                          | Sydänääniä                             | –                         |
| 24. Oktober 2009 – 30. Oktober 2009 1 Woche | 1                                      | Rammstein                              | Liebe ist für alle da                  | –                         |
| 31. Oktober 2009 – 6. November 2009 1 Woche | 1                                      | Pate Mustajärvi                        | Ollaan ihmisiksi                       | –                         |
| 7. November 2009 – 29. Januar 2010 12 Wochen (insgesamt 13) | 13                                     | The Baseballs                          | Strike!                                | –                         |